# Becherförmiger Sägeblättling
Der Becherförmige Sägeblättling (Neolentinus degener, Syn. Lentinus cyathiformis) ist eine Pilzart aus der Familie der Blättlingsverwandten (Gloeophyllaceae).

## Merkmale

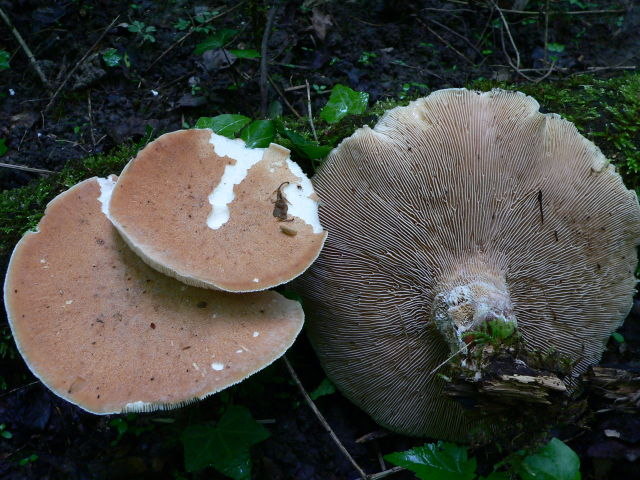
Becherförmiger Sägeblättling Ober- und Unterseite

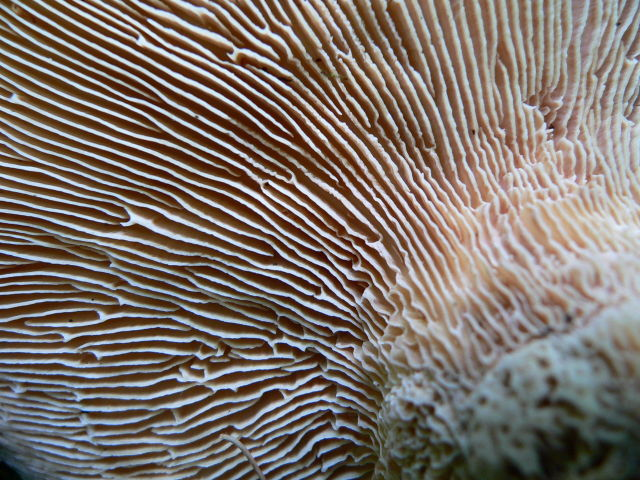
Detailaufnahme der Lamellen

Der konvexe bis mittig niedergedrückte Hut wird 5–22 cm breit. Die Hutoberseite ist ockerbräunlich mit kleinen, rostorangen bis braunen Schüppchen oder Dornen. Der Rand ist jung lange eingerollt, später flatterig und scharf. Die eng stehenden Lamellen sind breit und gegabelt, jung aderförmig oder mit Querverbindungen (Anastomosen) und laufen weit am Stiel herab. Sie haben eine blass-bräunliche bis ocker-gelbliche Farbe. Die Lamellenschneiden sind weißlich und bei reifen Exemplaren gesägt bis fein gekerbt oder schartig. Der 5–10 cm lange, 1–2 cm breite Stiel ist filzig und wie der Hut gefärbt. Das Fleisch (Trama) ist zäh.

## Ökologie
Der Becherförmige Sägeblättling ist ein holzbewohnender Saprobiont, der besonders an freistehenden absterbenden oder toten oder Stümpfen von Laubbäumen vorkommt. Die Art verursacht in relativ frischen Laubhölzern eine Braunfäule. Als Substrat wird vor allem Pappel besiedelt, daneben werden auch weitere Laubhölzer und gelegentlich Nadelholz in der Literatur genannt. Der Becherförmige Sägeblättling ist eine wärmeliebende Art und wächst vor allem in lichten, feuchten Wäldern wie Auen oder feuchten Hainbuchen-Eichenwälder. Daneben kann die Art in Pappelpflanzungen und Parks gefunden werden.

## Verbreitung
Die Art ist in Asien und Europa in Gebieten mit mediterranem und gemäßigtem Klima verbreitet. In Europa ist sie vor allem in Süd- und Südosteuropa verbreitet, kommt aber auch in West- und Mitteleuropa vor. Nördlich kommt der Becherförmige Sägeblättling bis Weißrussland, Schweden und Estland vor. In Deutschland ist er sehr selten.

## Bedeutung
Der Becherförmige Sägeblättling ist kein Speisepilz, als Holzzerstörer ist er unbedeutend.